# Zakłady Piwowarskie Głubczyce
Browar Głubczyce S.A.poprzednio Zakłady Piwowarskie Głubczyce S. A. – polskie przedsiębiorstwo branży piwowarskiej, które jest właścicielem browaru i słodowni w Głubczycach.

## Historia
Zakłady Piwowarskie Głubczyce powstały w 1951 roku jako Głubczyckie Zakłady Piwowarsko-Słodownicze na bazie kilku poniemieckich browarów i słodowni znacjonalizowanych po II wojnie światowej przez państwo polskie na terenie Śląska.
W 1970 roku przemianowano je na Opolskie Zakłady Piwowarsko-Słodownicze w Głubczycach. W 1975 roku nadano im nazwę Zakłady Piwowarskie w Głubczycach. Podlegały wówczas Zjednoczeniu Przemysłu Piwowarskiego w Warszawie, a od 1982 roku Zrzeszeniu Przemysłu Piwowarskiego.
W 1992 roku Zakłady Piwowarskie w Głubczycach zostały przekształcone w jednoosobową spółkę skarbu państwa pod nazwą Zakłady Piwowarskie Głubczyce Spółka Akcyjna. W 1996 roku rozpoczęto prywatyzacje firmy. Większościowym udziałowcem w przedsiębiorstwie została spółka Merkury S.A., która jest własnością rodziny Likusów. W ramach spółki utworzono grupę piwowarską, w skład której weszły browary w: Brzegu, Głubczycach i Niemodlinie oraz słodownie w Głubczycach i Goświnowicach.
W 2002 roku przedsiębiorstwo postanowiło o zamknięciu browaru w Niemodlinie. W 2004 roku dokończona została prywatyzacja. Firma Merkury S.A. stała się właścicielką 95,16% akcji spółki. Pozostałe udziały zostały natomiast rozdzielone pomiędzy pracowników.
W 2008 roku spółka Zakłady Piwowarskie Głubczyce S.A. poinformowała o zakończeniu produkcji piwa w Brzegu i słodu w Goświnowicach.
Aktualnie firma Zakłady Piwowarskie Głubczyce S.A. specjalizuje się w produkcji różnych marek piwa na zlecenie dla supermarketów i dyskontów spożywczych.

## Marki własne
- Rycerskie Mocne
- Hammer
- Birella
- Special Mocne
- Pils Export
- Sudeckie
- Grodzkie